# Митридат II од Комагене
Митридат II Антиох Епифан Филоромеј Филхелен Монокрит, познат и као Митридат II од Комагенe (грчки: Μιθριδατης Αντιοχος ο Επιφανης Φιλορωμαιος  Φιλέλλην Μονοκρίτης, ? - 20. п. н. е.). Био је син краља Антиоха I Теоса и краљице Исије. На престо је ступио 38. п. н.е. после очеве смрти. Био је савезник Марка Антонија и у рату против Октавијана и послао је контингент трупа који је 31. п. н. е, учествовао у Бици код Акцијума. Победник Октавијан оставио га је на престолу, али и приморао да стратешки важан град Зеугма преда Римљанима, односно провинцији Сирији. Године 29. п. н. е. Митридатов млађи брат, принц Антиох II од Комагене, позван је у Рим, где га је Октавијан ухапсио и погубио јер је Антиох сам организовао атентат на Комагановог амбасадора у Риму. Митридат је умро 20. пре н. e. а наследио га је син Митридат.